# Microsoft Windows
Microsoft Windows，通称Windows作業系統（中国大陆旧译視窗作業系統），是微軟以图形用户界面为主推出的一系列專有商業軟體操作系统。它於1985年問世，起初為運行于MS-DOS之下的桌面環境，其後續版本逐漸發展成為主要为個人電腦和服务器用户設計的操作系统，并最终获得了世界个人电脑操作系统的垄断地位。此操作系统可以在几种不同类型的平台上运行，如个人电脑（PC）、移动裝置、服务器（Server）和嵌入式系統等等，其中在个人电脑的领域应用内最为普遍。在2004年國際數據資訊公司一次有关未来发展趋势的会议上，副董事长Avneesh Saxena宣布Windows拥有终端操作系统大约70%的市场份额。
微软于1985年11月20日推出了名为Microsoft Windows的操作系统，作为MS-DOS的图形操作系统外壳，以响应对图形用户界面（GUI）的日益增长的兴趣。Microsoft Windows以超过90%的市场份额占领了全球个人计算机市场，超过了1984年推出的MacOS。苹果公司开始将Windows视作对产品进行GUI开发的创新的不公平侵犯。例如丽莎（Lisa）和麦金塔（Macintosh）（最终于1993年在法院和解下获得微软的支持）。在PC上，Windows仍然是最受欢迎的操作系统。然而，由于Android智能手机的销量大幅增长，微软在2014年承认其将整个操作系统市场的绝大部分输给了Android。2014年，出售的Windows设备数量不到出售的Android设备的25%。但是，这种比较可能并不完全相关，因为这两个操作系统通常针对不同的平台。尽管如此，用于Windows的服务器使用数量（与竞争对手相当）仍显示出三分之一的市场份额，与最终用户使用的相似。
截至2025年6月，用於個人電腦、平板電腦、智能手機和嵌入式設備的最新版本是Windows 11，版本24H2。用於服務器計算機的最新版本是Windows Server 2025，版本24H2。Windows的特殊版本也可以在Xbox視頻遊戲機上運行。

## 版本歷史
| 名稱                                | 最新版本      | 正式发售日期   | 开发代号                              | 停止支持时间   | 停止支持时间   |
| 名稱                                | 最新版本      | 正式发售日期   | 开发代号                              | 主流           | 扩展           |
| ----------------------------------- | ------------- | -------------- | ------------------------------------- | -------------- | -------------- |
| Windows 1.0                         | 1.01          | 1985年11月20日 | Interface Manager                     | 2001年12月31日 | 2001年12月31日 |
| Windows 2.0                         | 2.03          | 1987年12月9日  | 不適用                                | 2001年12月31日 | 2001年12月31日 |
| Windows 2.1                         | 2.11          | 1988年5月27日  | 不適用                                | 2001年12月31日 | 2001年12月31日 |
| Windows 3.0                         | 3.0           | 1990年5月22日  | 不適用                                | 2001年12月31日 | 2001年12月31日 |
| Windows 3.1                         | 3.1           | 1992年4月6日   | Janus                                 | 2001年12月31日 | 2001年12月31日 |
| Windows For Workgroups 3.1          | 3.1           | 1992年10月     | Winball、Sparta                       | 2001年12月31日 | 2001年12月31日 |
| Windows NT 3.1                      | NT 3.1.528    | 1993年7月27日  | Razzle                                | 2001年12月31日 | 2001年12月31日 |
| Windows For Workgroups 3.11         | 3.11.300      | 1993年8月11日  | Snowball                              | 2001年12月31日 | 2001年12月31日 |
| Windows 3.2                         | 3.2.153       | 1993年11月22日 | 不適用                                | 2001年12月31日 | 2001年12月31日 |
| Windows NT 3.5                      | NT 3.5.807    | 1994年9月21日  | Daytona                               | 2001年12月31日 | 2001年12月31日 |
| Windows NT 3.51                     | NT 3.51.1057  | 1995年5月30日  | Tukwila                               | 2001年12月31日 | 2001年12月31日 |
| Windows 95                          | 4.0.950       | 1995年8月24日  | Chicago、4.0                          | 2000年12月31日 | 2001年12月31日 |
| Windows NT 4.0                      | NT 4.0.1381   | 1996年7月31日  | Cairo                                 | 2002年6月30日  | 2004年6月30日  |
| Windows 98                          | 4.10.1998     | 1998年6月25日  | Memphis、97、4.1                      | 2002年6月30日  | 2006年7月11日  |
| Windows 98 SE                       | 4.10.2222     | 1999年5月5日   | 不適用                                | 2002年6月30日  | 2006年7月11日  |
| Windows 2000                        | NT 5.0.2195   | 2000年2月17日  | NT 5.0                                | 2005年6月30日  | 2010年7月13日  |
| Windows Me                          | 4.90.3000     | 2000年9月14日  | Millennium、4.9                       | 2003年12月31日 | 2006年7月11日  |
| Windows XP                          | NT 5.1.2600   | 2001年10月25日 | Whistler                              | 2009年4月14日  | 2014年4月8日   |
| Windows XP 64-bit Edition           | NT 5.2.3790   | 2003年3月28日  | 不適用                                | 2009年4月14日  | 2014年4月8日   |
| Windows Server 2003                 | NT 5.2.3790   | 2003年4月24日  | Whistler Server、 Windows .NET Server | 2010年7月13日  | 2015年7月14日  |
| Windows XP Professional x64 Edition | NT 5.2.3790   | 2005年4月25日  | 不適用                                | 2009年4月14日  | 2014年4月8日   |
| Windows Fundamentals for Legacy PCs | NT 5.1.2600   | 2006年7月8日   | Eiger、Mönch                          | 2009年4月14日  | 2014年4月8日   |
| Windows Vista                       | NT 6.0.6003   | 2007年1月30日  | Longhorn                              | 2012年4月10日  | 2017年4月11日  |
| Windows Home Server                 | NT 5.2.4500   | 2007年11月4日  | Quattro                               | 2013年1月8日   | 2013年1月8日   |
| Windows Server 2008                 | NT 6.0.6003   | 2008年2月27日  | Longhorn Server                       | 2015年1月13日  | 2020年1月14日  |
| Windows 7                           | NT 6.1.7601   | 2009年10月22日 | Windows 7                             | 2015年1月13日  | 2020年1月14日  |
| Windows Server 2008 R2              | NT 6.1.7601   | 2009年10月22日 | 不適用                                | 2015年1月13日  | 2020年1月14日  |
| Windows Home Server 2011            | NT 6.1.8400   | 2011年4月6日   | Vail                                  | 2016年4月12日  | 2016年4月12日  |
| Windows Server 2012                 | NT 6.2.9200   | 2012年9月4日   | Server 8                              | 2018年10月9日  | 2023年1月9日   |
| Windows 8                           | NT 6.2.9200   | 2012年10月26日 | 不適用                                | 2016年1月12日  | 2016年1月12日  |
| Windows 8.1                         | NT 6.3.9600   | 2013年10月17日 | Blue                                  | 2018年1月9日   | 2023年1月10日  |
| Windows Server 2012 R2              | NT 6.3.9600   | 2013年10月18日 | Server Blue                           | 2018年10月9日  | 2023年1月10日  |
| Windows 10                          | NT 10.0.19044 | 2015年7月29日  | Threshold、 Redstone、Vibranium       | 2025年10月14日 | 2025年10月14日 |
| Windows Server 2016                 | NT 10.0.14393 | 2016年10月12日 | Redstone                              | 2022年1月11日  | 2027年1月12日  |
| Windows Server 2019                 | NT 10.0.17763 | 2018年10月2日  | Redstone                              | 2024年1月9日   | 2029年1月9日   |
| Windows Server 2022                 | NT 10.0.20348 | 2021年8月18日  | Iron                                  | 2026年10月13日 | 2031年10月14日 |
| Windows 11                          | NT 10.0.22000 | 2021年10月5日  | Sun Valley                            | 2026年10月13日 | 2026年10月13日 |

| 功能特点                     | MS-DOS | Windows 3.1 | Windows 95 | Windows 98 / ME | Windows NT 3.1 - 4.0 | Windows 2000 | Windows XP | Windows 2003 | Windows Vista | Windows 7 | Windows 8 / 8.1 | Windows 10 | Windows 11 |
| ---------------------------- | ------ | ----------- | ---------- | --------------- | -------------------- | ------------ | ---------- | ------------ | ------------- | --------- | --------------- | ---------- | ---------- |
| GUI                          | 无     | 有          | 有         | 有              | 有                   | 有           | 有         | 有           | 有            | 有        | 有              | 有         | 有         |
| Luna介面                     | 无     | 无          | 无         | 无              | 无                   | 无           | 有         | 有           | 有            | 有        | 无              | 无         | 无         |
| Windows Aero或桌面窗口管理器 | 无     | 无          | 无         | 无              | 无                   | 无           | 无         | 无           | 有            | 有        | 有              | 有         | 有         |
| Windows Flip 3D              | 无     | 无          | 无         | 无              | 无                   | 无           | 无         | 无           | 有            | 有        | 无              | 无         | 无         |
| Metro UI                     | 无     | 无          | 无         | 无              | 无                   | 无           | 无         | 无           | 无            | 无        | 有              | 有         | 有         |
| 支援MS-DOS軟體               | 有     | 有          | 有         | 有              | 无                   | 无           | 无         | 无           | 无            | 无        | 无              | 无         | 无         |
| 支援Microsoft Store應用程式  | 无     | 无          | 无         | 无              | 无                   | 无           | 无         | 无           | 无            | 无        | 有              | 有         | 有         |
| 內置驅動程式數               | ?      | ?           | 1,000+     | 3,000+          | ?                    | ?            | 10,000+    | ?            | 28,000+       | ?         | ?               | ?          | ?          |
| 支援64位                     | 无     | 无          | 无         | 无              | 无                   | 无           | 有         | 有           | 有            | 有        | 有              | 有         | 仅支援64位 |
| 系統核心                     | MS-DOS | MS-DOS      | MS-DOS     | MS-DOS          | NT 3.1/3.5/3.51/4.0  | NT 5.0       | NT 5.1     | NT 5.2       | NT 6.0        | NT 6.1    | NT 6.2 / 6.3    | NT 10.0    | NT 10.0    |

Windows时间线

Windows可以指微软公司的某一个或全部操作系统产品，这些产品可以大致被分为以下几类：

### 早期版本
早期版本的Windows通常被看作仅仅是运行于MS-DOS系统中的一个图形用户界面(GUI)，不是操作系统，主要因为它们在MS-DOS上运行并且把它用作文件系统服务。不过，即使最早的Windows也已经具有了许多典型的操作系统的功能，包括拥有自己的格式以及提供自己的设备驱动程序（计时器、图形、打印机、鼠标、键盘以及声卡）。与MS-DOS不同，通过协作式多任务，Windows允许用户同时执行多个图形应用程序。Windows还实现了一个设计精良的、基于記憶體分段的软件虚拟内存方案，使其能够运行大于物理内存的应用程序。代码段和资源在内存不足的时候进行交换，并且当一个应用程序释放处理器控制时，特别是等待用户输入的时候，数据段会被移入内存。
16位版本的Windows包括Windows 1.0、Windows 2.0及最後版本Windows 3.x。
Windows 1.0发布于1985年11月20日，在当时欲与苹果公司的操作系统竞争(System 2，於1985年4月發布)，但收效胜微。它并不是一个完整的操作系统，而是MS-DOS系统的延伸。Windows 1.0发布时即附带了包含计算器、日历、卡片文件、剪贴板查看器、时钟、控制面板、记事本、画图、黑白棋和书写器等一系列组件。在Windows 1.0中尚不支持窗口的叠放，彼时所有窗口只能紧密相连，只有诸如对话框等部件可以叠在其他窗口之上。当时微软还一同发售了包含C语言开发环境的Windows开发库。
Windows 2.0发布于1987年12月9日，相比于上一代更受欢迎。它对用户界面和内存管理等功能进行了多项改进。在Windows 2.03中窗口首度允许叠放，而这一改动也招来了苹果公司侵害其知识产权的诉讼。Windows 2.0中还引入了更复杂的快捷键和对扩展存储器的支持。除了完整的Windows外，有时也会有一些公司将自己的程序与仅运行时版的Windows集成在一起，使用户无需安装Windows就可以在MS-DOS上使用他们的程序。
Windows 3.0发布于1990年5月22日，极大地改进了外观设计，还增加了虚拟内存和VxD功能。Windows 3.0中，应用可以运行在保护模式下，访问高达几兆的内存而无需参与对虚拟内存的管理。Windows 3.0是微软首部取得广泛商业成功的产品，在首销的六个月中便卖出了两百多万份。
Windows 3.1发布于1992年4月6日。1993年8月，Windows for Workgroups 3.11发布，这是一个支持点对点网络的特殊版本。
Windows 3.2发布于1994年，是Windows 3.1中文版的更新版本，仅提供简体中文版。它主要修复与汉语复杂的写作系统相关的问题。

### Windows 9x系列
Windows 9x是Windows 95、Windows 98、Windows Me等以Windows 95内核作为参考的微软操作系统通称，与Windows NT分离于两个开发路线。它是一种多任务图形方式的操作系统。
Windows 9x仍然需要依赖16位的DOS基层程式才能运行，不算是真正意义上的32位操作系统，由于使用DOS代码，架构也与16位DOS一样，核心属于单核心，但也引入了部分32作業系統的特性，具有一定的32位的处理能力。Windows 9x可视为微软將MS-DOS操作系统与早期Windows图形用户界面整合出售。
Windows 95在1995年8月24日正式发布，作为继Windows 3.x后的下一代消费级Windows。尽管仍然以MS-DOS为基础，Windows 95引入了对32位程序、即插即用硬件、抢占式多任务处理、长文件名等功能的支持，并提供更高的稳定性。与此同时，Windows 95引入了全新的、对象化的用户界面设计，用“开始”菜单、任务栏、Windows资源管理器等全新组件取代了之前的程序管理器。Windows 95是微软历史上的一次巨大商业成功。CNET的Ina Fried评价道：“当Windows 95终于在2001年走下市场时，它已然牢牢地钉在了全世界的电脑上。”此外，微软的网页浏览器Internet Explorer首度与Windows捆绑发行。
Windows 98随后于1998年6月25日发布，引入了Windows Driver Model、USB通用设备、ACPI、休眠、多显示器等功能和硬件的支持。Internet Explorer 4还通过活动桌面和Windows桌面更新集成到了Windows 98。1999年5月，Windows 98的更新版本Windows 98 SE（Second Edition，第二版）发布。Windows 98 SE包括Internet Explorer 5.0和Windows Media Player 6.2以及其他升级。
Windows Me（Millennium Edition）发布于2000年9月14日，它是最后一代基于DOS的Windows。Windows Me借鉴了Windows 2000的外观，启动速度较前几代都更快（代价是失去了访问实模式DOS环境的能力，及一些旧程序的兼容性），增强了多媒体功能（包括 Windows Media Player 7、Windows Movie Maker和用于从扫描仪和数码相机检索图像的Windows Image Acquisition框架）并新增了诸如系统文件保护、系统恢复以及家庭网络工具等功能。不过，Windows Me的运行速度和不稳定性，硬件兼容性问题以及取消对实模式DOS的支持而广受诟病，《个人电脑世界》杂志认为Windows Me是微软历史上最糟糕的一代系统，也是有史以来第四差的科技产品。Windows Me 也经常被戏称为 Windows Mistake Edition。

### Windows NT系列
不同於依然需要DOS基層程式的混合16/32位的Windows 9x，Windows NT系列采用的是重新设计的Windows NT核心，属于混合式核心。最早仅支持纯32，后期加入了对64的支持。
32位Windows NT系统包括：
- Windows NT 3.1
- Windows NT 3.5
- Windows NT 3.51
- Windows NT 4.0
- Windows 2000
- 32 Windows XP
- 32 Windows Vista
- 32 Windows 7
- 32 Windows 8
- 32 Windows 8.1
- 32 Windows 10
- 32  Windows Server 2003/2003R2/2008

64位Windows NT系统，分為支援於IA-64架構和x64架構的兩種不同版本。在歷史上微軟曾對兩種不同的64位架構提供支援，其一是英特尔公司和惠普公司聯合開發具有革新化的Itanium家族架構，或稱之為IA-64；和AMD公司開發的演進化的x86-64架構。由於兩種架構的核心設計思想不同，因此兩種架構的操作系统和應用軟件不具有互通性，但都對傳統的IA-32架構的軟件一定程度上提供支援。微軟在發布Windows Server 2012 R2前放棄了對Itanium架構的支援。因此現在微軟的64位元產品指的單單是x86-64架構，而在微軟的詞彙中稱為x64。
支援Itanium家族架構的微軟Windows產品有：
- Windows 2000 Advanced/Datacenter Server Limited Edition
- Windows XP 64-bit Edition
- Windows XP 64-bit Edition Version 2003
- Windows Server 2003/2003 R2 Enterprise/Datacenter
- Windows Server 2008/2008 R2 for Itanium Based System

支援x64架構的Windows產品有：
- Windows XP Professional x64 Edition
- Windows Server 2003/2003R2全線產品（Web版除外）
- Windows Vista/7
- Windows Server 2008/2008R2/2012/2012R2全線產品
- Windows 8/8.1
- Windows 10
- Windows 11

下面以以发布时间为线索介绍。

#### NT早期版本（Windows NT 3.1/3.5/3.51/4.0/2000）
1988年11月，一支新组建的微软团队（包括前DEC开发人员戴夫·卡特勒和马克·洛考夫斯基）开始开发IBM和微软的OS/2操作系统的改进版本“NT OS/2”。NT OS/2旨在设计为一个安全的、多用户的，支持POSIX、模块化的、可移植内核支持多种处理器架构的操作系统。然而，在Windows 3.0的成功后，团队决定重新着手开发称为Win32的Windows API的扩展32位接口，而不是OS/2的接口。Win32保持了与Windows API相似的结构（允许现有的Windows应用程序轻松移植到其他平台），又支持NT内核的功能。在征得微软同意后，这样的开发继续了下去，直到Windows NT诞生。但是，IBM反对这些更改，并最终独自继续开发OS/2。
Windows NT首度基于混合核心运行。
初代的NT系统被命名为Windows NT 3.1（以和Windows 3.1相联系），于1993年7月发布，有用于工作站和服务器的版本。
Windows NT 3.5在1994年9月发布，专注于性能改进和对Novell的NetWare的支持。Windows NT 3.51在1995年5月发布，包括对PowerPC体系结构的额外改进和支持。Windows NT 4.0在1996年6月发布，向NT系列带来了Windows 95的用户界面设计。2000年2月17日，Windows 2000发布，自此之后NT系列不再保留“NT”的名称。

#### Windows XP
Windows NT 的下一个大版本Windows XP 于2001年10月25日正式发布。Windows XP的诞生旨在将Windows 9x的用户引入到Windows NT中，微软为此保证其将提供比DOS系列更好的性能和体验。Windows XP引入了经典的用户界面设计 Luna （其中包括了新版的“开始”菜单和面向任务的Windows浏览器）、流式传输的多媒体服务和Internet Explorer 6。
在零售中，Windows XP分为两个主要的版本：家庭版（Home Edition）和专业版（Professional）。家庭版主要面向普通客户，而专业版面向商业客户和专业用户。之后也发行了媒体中心版（Media Center Edition，设计于家庭影院的电脑，拥有更强的影音功能）和平板电脑版（Tablet PC Edition，设计于可携带的平板电脑，支持手写笔输入等功能）。

#### Windows Vista 和 Windows 7
经历了漫长的开发进程，Windows Vista在2006年11月30日发布（此时发布的是批量许可版本，零售版稍后于2007年1月30日发布）。它引入了全新的Windows Aero设计，加入了大量新技术，但因为性能下滑、启动变慢等诸多原因饱受批评。
在2009年7月22日，Windows 7和Windows Server 2008 R2发行给制造商（RTM），零售版则于3个月后发布。与上一代Windows Vista大量引入新功能不同，Windows 7的升级更集中、更平缓，意图与Windows Vista的应用和硬件完全兼容。Windows 7继续改良了Windows Aero设计，并引入了多点触控、家庭组等新功能。

#### Windows 8 / 8.1
Windows 8在2012年10月26日发布，它呈现出了巨大的变化，包括现代UI（Modern UI）的引入、迎合触摸设备的磁贴化设计等。这些变化中包含了对开始菜单的重新设计，在其中微软使用了巨大的磁贴以方便平板电脑等设备的触摸，并且磁贴本身也可以用于快速呈现用户需要的信息。此外还诞生了Metro应用程序，它们与常规的应用在外观和设计上大相径庭。值得一提的是，Windows 8激进地将最低分辨率上调至了1024×768像素，这使得很多上网本无法运行Windows 8。
Windows 8.1作为Windows 8的升级版，于2013年10月17日发布，包含了功能上的一些增强。

#### Windows 10
2014年9月30日，微软宣布将以Windows 10作为Windows的下一代操作系统，并發行技術預覽版。Windows 10在2015年7月29日正式发布，并且解决了Windows 8中用户界面设计的缺陷。Windows 10的改变包括传统开始菜单的回归、全新的虚拟桌面系统，以及可以窗口化运行的Windows Store应用。Windows 10声称会免费提供给符合条件的Windows 7、Windows 8和Windows 8.1电脑。Windows 10是微软有史以来安全性最高的Windows，其中支持Windows Hello、指纹以及面部ID登录。Windows 10包括数码笔、平板电脑等服务，同时也是兼容性最强的Windows。而Windows 10也是支持Xbox游戏机的操作系统。 當中也加入了新的語音助理Cortana 。
2021年6月，在Windows 11公布之后，微软更新了Windows 10的产品生命周期政策，表示Windows 10将在2025年10月14日后停止支持。

#### Windows 11
在2021年6月24日的直播中，微软宣布了将以Windows 11作为Windows的下一代操作系统。据微软称，Windows 11将会被设计的更加友好和易用。Windows 11於2021年10月5日正式发布，并且会免费提供给符合Windows 11最低硬體需求的Windows 10用户升级。

#### Windows 365
2021年7月，微软宣布将在8月2日推出虚拟化Windows订阅服務「Windows 365」。它不是Microsoft Windows的独立版本，而是一种Web服务。他被視為建立在Windows虛擬桌面之上的Windows 10和Windows 11。Windows 365可以跨平台使用，因此Apple和Android以及任何带有网络浏览器的操作系统用户都可以使用Windows 365。

### 行動裝置作業系統
微软针对移动产品而开发的精简移动设备操作系统包括Windows Mobile、Windows Phone和Windows 10 Mobile。

#### Windows CE內核
- Pocket PC 2000
- Pocket PC 2002
- Windows Mobile 2003
- Windows Mobile 2003 SE
- Windows Mobile 5
- Windows Mobile 6
- Windows Mobile 6.1
- Windows Mobile 6.5
- Windows Mobile 6.5.3
- Windows Phone 7

#### Windows NT内核
- Windows Phone 8
- Windows Phone 8.1
- Windows RT
- Windows RT 8.1
- Windows 10 Mobile

### 为特殊设备设计的版本
- 为雲端運算所设计的Microsoft Azure。
- 为嵌入式設備设计的Windows Embedded Compact。
- 为手持設備所设计的Windows 10 行動裝置版。
- 為微軟遊戲機Xbox設計的XboxOS。[53]。
- Microsoft HoloLens計算平台 Windows Mixed Reality。
- 為Netflix怪奇物語設計的Windows 1.11。
- 为Surface Neo双屏计算机设计的Windows 10X（Surface Neo及其搭载的Windows 10X已在2019年10月2日微软发布会上亮相，但尚未正式对消费者发售）。[54]

## 历史
Windows之起源，可追溯到多年前全錄公司所进行的研发工作。1970年，美国全錄公司成立了著名的研究机构帕羅奧多研究中心，主要从事區域網路、激光打印机、图形用户界面和面向对象技术的研究。全錄于1981年宣布推出世界上第一个商用的图形用户界面系统“Star 8010”工作站。但技术並未得到大眾的重视，也没有協助商业化的应用。
這時蘋果電腦的创始人之一的史蒂夫·乔布斯在参观全錄公司的帕羅奧多研究中心后认识到图形用户界面的重要性以及广阔的市场前景，便开始着手进行自己的图形用户界面系统研发工作。之後在1983年研发出第一个图形用户界面系统Lisa OS。不久，蘋果電腦又推出第二个图形用户界面系统System Software（現稱macOS），成為世界上第一个成功的商用图形用户界面系统。蘋果電腦在开发Macintosh时基於市场战略上的考虑，故意开发了只能在蘋果電腦上作运作的图形用户界面系统，但当时因為Intel x86微处理器芯片的IBM兼容電腦已渐露头角，因此就给了微软公司所开发的Windows生存空间和市场。
微软公司亦已經意识到建立业界标准的重要性，所以在1983年春季就宣布开始研究开发Windows，希望它能够成为基于Intel x86微处理芯片计算机上的标准图形用户界面操作系统。它在1985年和1987年分别推出Windows 1.01和Windows 2.03。但是当时硬件和DOS操作系统的限制，这兩个版本并没有取得很大的成功。此后，Microsoft对Windows的唯讀記憶體管理、图形用户界面做了重大改进，使图形用户界面更加美观并支持虚拟内存功能。此一突破性的由來是亞歷桑那大學物理教授Murray Sargent 1989年去微軟做暑期研究，發現當時Microsoft Windows不能處理大量記憶和同時處理多項程式，這問題可由他發明的一種程式來解決。他幫微軟解決這重大問題後仍回學校教書，後來才加入微軟成為微軟員工。微软于1990年9月推出Windows 3.0并一砲而红。这个「千呼万唤始出来」的操作系统一面世便在商业上取得惊人的成功；不到推出後的六個星期，微软已經賣出50万份Windows 3.0，打破了任何軟體产品的六周內销售记录，从而開始了微软在操作系统上的垄断地位。但在1994年时被蘋果公司控告侵权，展开了著名的“Look and Feel”诉讼官司。盖茨还讥讽乔布斯说：“我们有一个富邻居——施乐，他家有一張电视。当我们想偷的时候，发现乔布斯早就偷走了，可他却说我们是小偷。”乔布斯也反唇相讥：“毕加索不是说过吗，‘好的艺术家只是照抄，伟大的艺术家则是窃取灵感’。而我们在窃取伟大的灵感的方面上一直都厚颜无耻。”
自Windows 95和Windows NT 4.0以来，这个系统最明显的特征是桌面環境。微软设计的桌面大大增進了人机交流的界面，使得更多簡單的操作只需要少許的書、知识就可以胜任了。但是Windows界面也使得用户和電腦的内部運作產生隔閡，令用户控制或設定電腦內部的選項感到更大的困难（这也是由於现代操作系统功能和复杂性不断增长、以及有大量低水平的计算机人员的增长所带来的困難）。
Windows获得了巨大的市场成功。估计现在有90%的个人電腦使用这个系统。但從另一方面看，用户很难选择其它的操作系统，因为許多電腦已經預裝Windows系統，而他们必须移除Windows之后才可以安装其他系统，况且市面上的很多流行軟體及硬體廠商的驱动程序都是为Windows而编写的，如果用户安装其他操作系统便必须面临辛苦的适应新操作系统，并为新系统寻找驱动及第三方軟體的尴尬，为此将抛弃他们可能获得的技术支持和常年累积的使用习惯。毕竟一款没有多数驱动軟體和应用軟體支持的操作系统很难普及。因此，它的市场占有率或保持市场主导位置的活动都是极富争议性的。不过目前一部分Linux系统选择试图兼容Windows的軟體并因此开发了相仿的技術，更甚至有组织试图用C语言编写與Windows XP完全兼容的非Windows系统，但是这些技术对于普通用户还是有太高的难度。

### 對中文的支援
早期IBM PC個人電腦並不支援中文處理，於20世紀80年代開始，由於個人電腦逐漸普及，台灣開始有公司為使用DOS作業系統的個人電腦，編寫能處理中文的外掛式中文系統，著名建基於DOS的中文系統有國喬中文系統、倚天中文系統、震漢中文系統等等。由於實際上是用擷取繪寫屏幕指令的方式，截取畫面上的文字，將兩個ASCII編碼改為以圖形顯示的大五碼中文字，導致中文文書處理相當複雜（例如換行、左右對齊）。再加上承繼自DOS的固定行列顯示、早期只能顯示16×15圖素的點陣字體，早期的中文系統只能算是勉強能於個人電腦上處理中文訊息。
微軟早期的Windows 1.x和Windows 2.x沒有中文版本，台灣資策會曾研發出配合Windows 2.11之外掛式中文套件，但能配合使用之軟體不多。1990年5月英文版Windows 3.0推出之後，資策會亦曾配合此版與當時甫回台灣之朱邦復合作研發3.0版之中文套件，微軟原擬收購此技術，但因價錢無法談攏而作罷。其後微軟收回對資策會之授權，採用日本漢字技術，於1991年8月推出繁體中文版Windows 3.0，開始吸引華文地區的用家轉用。然而，迄1992年12月，微軟Windows 3.1正式的繁體中文版尚未出版之前，宏碁資訊仍以「中文視窗工作室」為名，推出可搭配英文版Windows 3.0及3.1之資策會版中文套件。隨著微軟於1993年推出繁體中文版的Windows 3.1，由於支援向量字型TrueType技術，加上Microsoft Word 5.0中文版等軟件的推出，用戶首次能輕易的以「所見即所得」方式處理中文。
微軟不久便推出簡體中文版的Windows 3.11，奠定微軟於華文地區的主導地位。
1994年12月8日，中华人民共和国电子部和微软签署《Windows 95中文版项目合作备忘录》。
1995年9月20日，国家技术监督局标准化司、电子工业部计算机司和美国微软就Windows95中文版项目标准规范等有关事宜成合作协议。
隨著繁體中文版（1995年11月）和簡體中文版的Windows 95推出，雖然同期倚天中文系統已支援SVGA模式以24×24圖素點陣字型顯示、使用平滑字型、圖龍字型列億、震撼中文系統已支援使用TrueType列印等改進，但各種基於DOS的中文系統，連同少數基於英文版Windows的中文套件，於Windows 95的普及下，很快便舉行告別式。
早期的中文版Windows只對應該地區的中文編碼，如正體版Windows只支援大五碼中文，简体版Windows只支援GB2312中文。隨著以統一碼為基礎的NT核心流行，由Windows 2000開始，基本上已可在繁體中文版的Windows上處理簡體字（反之亦然）。當然，以大五碼或國標碼編寫的程式，於預設為另一方編碼（控制台內「地區及語言設定」）的Windows上運行仍會出現亂碼，此一現象只能期待統一碼完成取代各種區域性編碼後才可解決。

## 市场情况
| 桌上型作業系統 | StatCounter |
| -------------- | ----------- |
| 其他版本       | 0.05%       |
| Windows XP     | 0.39%       |
| Windows 7      | 2.4%        |
| Windows 8      | 0.23%       |
| Windows 8.1    | 0.28%       |
| Windows 10     | 52.92%      |
| Windows 11     | 43.73%      |

| 日期       | 发售总数            |
| ---------- | ------------------- |
| 1987年11月 | 突破100萬套         |
| 1992年2月  | 900萬套（业界推测） |
| 1992年4月  | 突破1000萬套        |
| 1995年     | 突破1億套           |
| 1997年     | 突破2億套           |
| 1999年     | 3億2430萬套         |

## 参見
- 操作系统
  - 操作系统列表
- 微軟公司
- Windows NT体系结构
- MS-DOS
- Windows Phone
- Windows API
- Windows Holographic/Microsoft HoloLens
- Windows Central
- WinHEC
- ReactOS

## 外部連結
- 微软官方网站：
  - 美国 （页面存档备份，存于）（英文）
  - 香港（中文） （页面存档备份，存于）（繁體中文）
  - 中国 （页面存档备份，存于）（简体中文）
  - 台灣 （页面存档备份，存于）（繁體中文）
  - 官方網誌 （页面存档备份，存于）

- 官方社交网站帳号：
  - Microsoft Windows的Facebook專頁
  - Microsoft Windows的X（前Twitter）
  - Microsoft Windows的新浪微博